# Neuk!
Neuk! is een Nederlandstalige hardcorepunkgroep met rap-invloeden en komt uit Hoofddorp en Amsterdam. De teksten kenmerken zich door woede over alledaagse onderwerpen. Neuk! is in 2006 officieel uit elkaar gegaan, maar speelt vanaf 2007 weer. De huidige bezetting bestaat uit Bas (zang), Carsten (zang), Dre (basgitaar), Wijnand (gitaar) en Gijs de Leeuw (drums).
De originele bezetting bestond uit: Bas, Carsten, Dre, Wijnand en Koene (drums). In 1999 verlaat Koene de band en neemt Rutger zijn plaats in. Een latere versie van Neuk! had Theo Holsheimer op gitaar, Danny K. op bas en Gijs op drums.

## Geschiedenis
Het idee voor Neuk! is ontstaan na een gastoptreden van de rapgroep Het Uitschot bij de band Beyond93. Het Uitschot bestond uit onder anderen Het Beest (Bas), Maniak (Carsten), de Bloedhond en Dj Strob. Het Uitschot heeft twee nummers opgenomen: 'Uitschot' en 'Nooit meer draaien'. Dre was op dat moment bassist bij Beyond 93. Dre kende Wijnand nog uit de band Mobile Eartquake. Via Def P komt Neuk! in contact met Koene die vanaf dan de drums voor zijn rekening neemt.
In 1997 verscheen de eerste cd, getiteld Dopeheid troef. De band combineert op dit album hardcore en speedmetal met Nederlandstalige raps. In 1998 verscheen de tweede cd, Tot de schijt ons doodt. Op het album doen enkele nederhoppers mee, zoals Uniek, Protest en de Spookrijders. In datzelfde jaar verlaat Koene de band en wordt vervangen door Rutger. Het derde laatste album is in 2001 uitgekomen en heet Het nadeel van de twijfel. In 2006 besloot de band korte tijd te stoppen.
Eind september 2007 gaf de groep een eenmalig reünieoptreden in de originele bezetting op het Cilinder Festival in thuishaven Hoofddorp met Gijs (Samaritan, Teotwawki) op drums. In februari 2008 kondigde Bas aan dat Neuk! in de nabije toekomst nieuw materiaal zou uitbrengen. Tevens zouden ze weer met enige regelmaat op het podium te zien zijn. Op 21 juni speelden ze op Artquake Open Air in Hoofddorp. Tevens trad Neuk! in 2008 weer op op het Cilinder Festival in Hoofddorp. In de herfst werd er in Zaandam (De Kade) en Drachten (Iduna) gespeeld. In het najaar van 2009 trad Neuk! weer op op het Cilinder Festival en later in Almere (de Meester). Tevens was Neuk! voor het eerst sinds jaren weer eens te zien in Amsterdam (Bitterzoet).
In 2010 trad Neuk! een aantal keren op waaronder Drachten (Iduna), Amsterdam (Bitterzoet), Hoogeveen (Het Podium) en Bergum (Kiehool). Later dat jaar was Neuk! tevens te zien in Hoofddorp op het laatste Cilinder Festival als vervanger van de main act. Eind 2010 nam Neuk! zeven nieuwe nummers op voor eigen gebruik.
Op 17 juni 2016 bracht de groep het album Bloedend hard uit en in 2020 de EP Ongeregeld heden.

## Discografie

### Albums
- Dopeheid troef (1997)
- Tot de schijt ons doodt (1998)
- Het nadeel van de twijfel (2001)
- Bloedend hard (2016)
- Ongeregeld heden (2020)